# Windkraftanlage Weißandt-Gölzau
Die Windkraftanlage Weißandt-Gölzau ist eine der ungewöhnlichsten Windkraftanlagen in Deutschland, denn sie verwendet einen ehemaligen Stahlbetonschornstein als Turm.

## Bauwerk
Der Schornstein, der 1982 errichtet und bereits 1989 wieder stillgelegt wurde, hatte ursprünglich eine Höhe von 120 Metern. Für den Bau der Windkraftanlage wurde er ab 1996 auf 68 Meter Höhe gekürzt und anschließend auf dem Stumpf ein Stahlrohrturm aufgesetzt. Auf diesem wurde eine Windkraftanlage des Herstellers des Typs Enercon E-66 montiert, dessen Generator sich auf etwa 103 Metern Höhe befindet. Der Rotordurchmesser beträgt 66 Meter. Das Regelarbeitsvermögen liegt bei ca. 4 Mio. kWh pro Jahr; die mögliche Nutzungsdauer des Turmes wird mit ca. 100 Jahren angegeben.
Die Gesamthöhe der Anlage beträgt 135,6 Meter.

## Geschichte
Das Projekt wurde mit Zustimmung des Landkreises 1996 durch eine Kommanditgesellschaft begonnen, dieser ursprüngliche Investor musste jedoch Insolvenz anmelden. Daraufhin übernahm die Firma Bolart WEA GmbH des in Cottbus lebenden Holländers Eric Arts den Vertrag und stellte die Anlage 2005 fertig.